# Oluwafemi Balogun
Oluwafemi Balogun es un ajedrecista nigeriano nacido en 1987 maestro FIDE desde 2016.
En 2017, ganó el Torneo Zonal de África Occidental de Monrovia y se clasificó para la Copa del Mundo de Ajedrez.